# Glyphostoma cara
Glyphostoma cara é uma espécie de gastrópode do gênero Glyphostoma, pertencente a família Conidae.